# Natan Mesz
Natan Mesz (ur. 4 września 1875 w Bieżuniu, zm. 1944 w Warszawie) – polski lekarz radiolog.

## Życiorys
Urodził się 4 września 1875 w Bieżuniu, pow. sierpeckim, w rodzinie Samuela i Beli z Sitków. Brat Henryk był urzędnikiem, w marcu 1943 roku uciekł z getta i jego dalsze losy są nieznane. Drugi brat Adolf (1870–1932) był lekarzem.

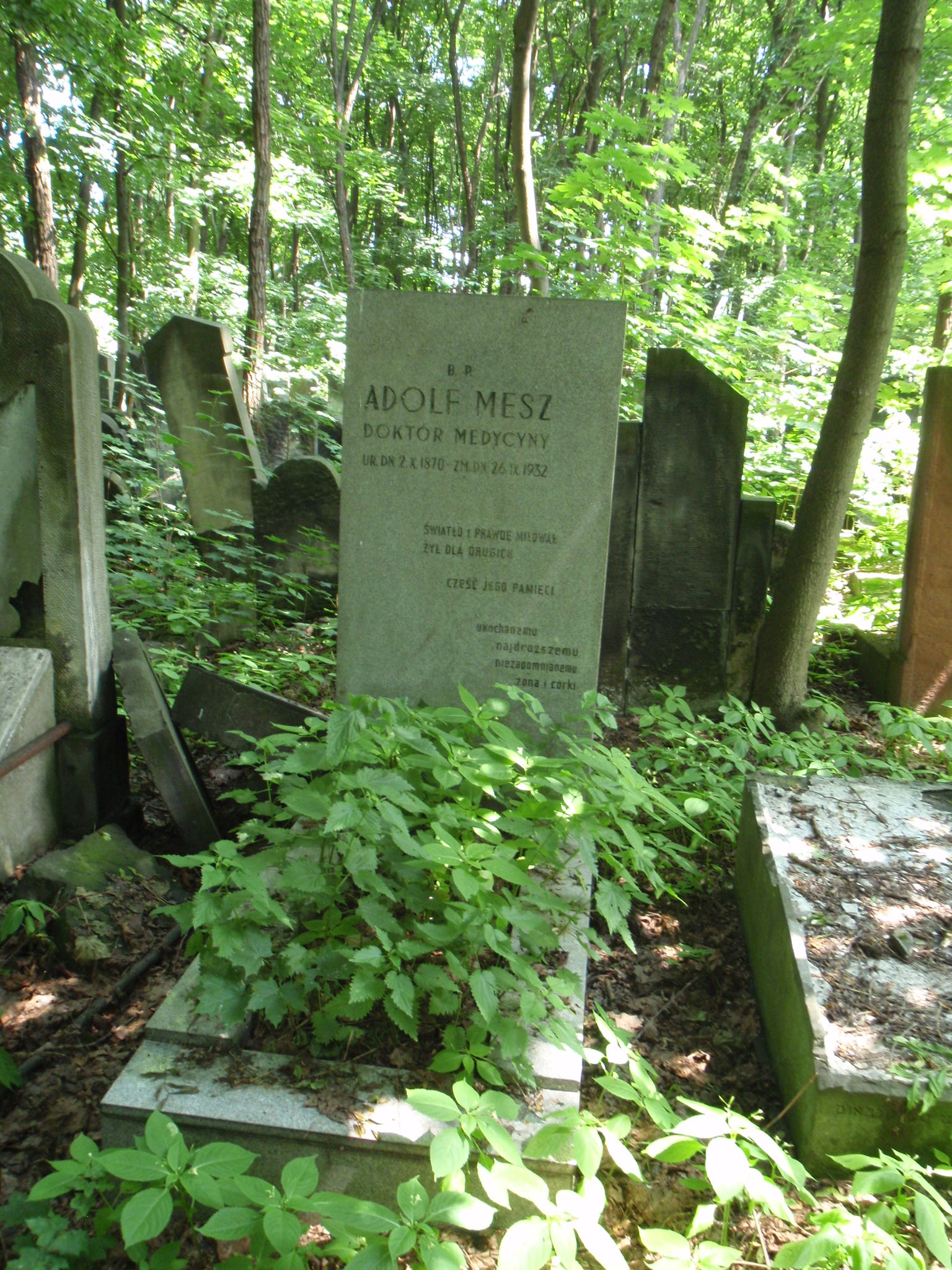
Grób Adolfa Mesza, brata Natana, na cmentarzu żydowskim w Warszawie

Ukończył w 1897 roku gimnazjum w Płocku, w 1904 roku studia na wydziale lekarskim Uniwersytetu Warszawskiego. Studia uzupełniał w Monachium. Od 1905 roku kierował zakładem rentgenologii Szpitala Starozakonnych na Czystem. W latach 1915–1918 służył w armii rosyjskiej. Od 1918 roku kierował nowo utworzonym oddziałem rentgenologicznym. Był członkiem zarządu i wielokrotnym prezesem Polskiego Towarzystwa Radiologicznego oraz członkiem komitetu redakcyjnego „Polskiego Przeglądu Radiologicznego”.
Podczas II wojny światowej szpital przeniesiono na teren getta warszawskiego. Podczas pobytu w getcie (mieszkał przy ul. Nowolipki 17 m. 3) kontynuował działalność dydaktyczną razem z Juliuszem Zweibaumem.
Od 20 października 1911 był mężem Idy Szapiro, z którą miał córki Stefanię, także lekarza, Janinę, która została zabita wraz z mężem podczas „Sonderaktion” w okolicach Wilna oraz syna Stanisława, który zmarł w Związku Radzieckim na gruźlicę płuc.
Razem z żoną i córką Stefanią uciekł z getta. Uczestniczył w powstaniu warszawskim. Zmarł na zawał serca, gdy wychodził z Warszawy po upadku powstania.

## Odznaczenia
- Medal Dziesięciolecia Odzyskanej Niepodległości[1]
- Brązowy Medal za Długoletnią Służbę[1]

## Wybrane prace
- O polipowatości okrężnicy. „Polski Przegląd Radiologiczny 2, 1, s. 25–28 (1927)
- Kurcz całkowity żołądka (Spasmus totalis ventriculi). „Polski Przegląd Radiologiczny” 2, 2, s. 128–131 (1927)
- Natan Mesz, Julian Fliederbaum, Roman Markuszewicz. Dwa przypadki achondroplazji. „Polski Przegląd Radiologiczny” 4, 3–4, s. 271–286 (1929)
- Natan Mesz, Eugenja Salman. Przypadek mięsaka czerniaczkowego. „Kwartalnik Kliniczny Szpitala Starozakonnych” 9, 2, s. 87–92 (1930)
- Ueber Die Idiopathische Osteopsathyrose[9] (1930)
- Natan Mesz, Julian Fliederbaum, Roman Markuszewicz. Zwei Fälle von Achondroplasie. „Acta Radiologica” 12, 59–76 (1931)
- Natan Mesz, Natan Piwko. O roli tarczy międzykręgowej w fizjologji i patologji kręgosłupa. „Polski Przegląd Chirurgiczny” 11, 2, s. 207–209 (1932)
- Wyniki naświetlań odrębną metodą w chorobie Basedowa. „Warszawskie Czasopismo Lekarskie” 12, 23–24, s. 477–480 (1935)
- Natan Mesz, Leopold Sellig. Radiodiagnostyka nowotworów rdzenia. „Polski Przegląd Radiologiczny” 12, 3-4, s. 488–489 (1937)